# Plectroglyphidodon
Plectroglyphidodon és un gènere de peixos de la família dels pomacèntrids i de l'ordre dels perciformes.

## Taxonomia
- Plectroglyphidodon dickii (Liénard, 1839)[1]
- Plectroglyphidodon flaviventris (Allen i Randall, 1974)
- Plectroglyphidodon imparipennis (Vaillant i Sauvage, 1875)[2]
- Plectroglyphidodon johnstonianus (Fowler i Ball, 1924)[3]
- Plectroglyphidodon lacrymatus (Quoy i Gaimard, 1825)[4]
- Plectroglyphidodon leucozonus (Bleeker, 1859)[5]
- Plectroglyphidodon phoenixensis (Schultz, 1943)[6]
- Plectroglyphidodon randalli (Allen, 1991)[7]
- Plectroglyphidodon sagmarius (Randall i Earle, 1999)
- Plectroglyphidodon sindonis (Jordan i Evermann, 1903)[8][9][10][11][12][13][14][15]